# Rune Gustavsson
För andra betydelser, se Rune Gustavsson (olika betydelser).
Karl Rune Gustavsson, född 2 december 1920 i Skatelövs församling, död 30 april 2002 i Alvesta, var en svensk centerpartistisk politiker.
Gustavsson genomgick lantmannaskola 1942-1943 och Sånga-Säby föreningsskola 1945-1946. År 1962 avlade han socionomexamen i Stockholm. Han var länsombudsman för LRF från 1944 till 1958 och landstingsledamot 1955 till 1976. Han var ledamot av riksdagen 1958 till 1986. 
I Thorbjörn Fälldins första regering 1976-1978 var Rune Gustavsson socialminister.